# La nit i la ciutat (pel·lícula de 1992)
La nit i la ciutat (títol original: Night and the City) és una pel·lícula estatunidenca dirigida per Irwin Winkler el 1992. Basada en la pel·lícula Night and the City (1950), de Jules Dassin. Ha estat doblada al català.

## Argument
El mediocre advocat Harry Fabian decideix, de cop i volta, dedicar-se a promocionar combats de boxa, i fer negoci amb les apostes... i creu tenir un gran cop, llavors ho aposta tot... compresos els estalvis d'una amiga molt intima a qui promet obtenir la llicència per mantenir un bar obert... i les apostes no venen totes de persones recomanables... El dia que caldria reemborsar, l'espiral com a mínim es posaria en marxa.

## Repartiment
- Robert De Niro: Harry Fabian
- Jessica Lange: Helen Nasseros
- Cliff Gorman: Phil Nasseros
- Alan King: Ira « Boom Boom » Grossman
- Jack Warden: Al Grossman
- Eli Wallach: Peck
- Barry Primus: Tommy Tessler
- Gene Kirkwood Denis Boileau): Resnick
- Barry Squitieri: Marty Kaufman
- David W. Butler: John Bonney
- Lisa Vidal: Carmen
- Maurici Shrog: el gerent del gimnàs
- Michael Badalucco: el barman
- Regis Philbin: ell mateix
- Joy Philbin: Ella mateixa
- Margo Winkler: el jutge Parke
- Deborah Watkins: la germana
- Thomas Mikal Ford: Herman

## Crítica
"Fallit remake (...) Winkler es mostra tou davant una història que hauria d'haver estat molt més tèrbola, més negra. (...) El repartiment, amb un excel·lent De Niro al capdavant, acumula tot l'interès"